# جورج ماثياس فوكس
جورج ماثياس فوكس (بالدنماركية: Georg Mathias Fuchs)‏ هو رسام دنماركي، ولد في 9 أكتوبر 1719 في فيينا في النمسا، وتوفي في 5 أبريل 1797 في كوبنهاغن في الدنمارك.